# Malthi
Malthi är en bosättningsplats från grekisk bronsåldern i närheten av den moderna byn Malthi (tidigare känd som Bodia) i Messenien, Grekland. Bosättningen är belägrad omkring 100 meter ovan dalens botten på en utlöpare av bergskedjan Ramovouin. 

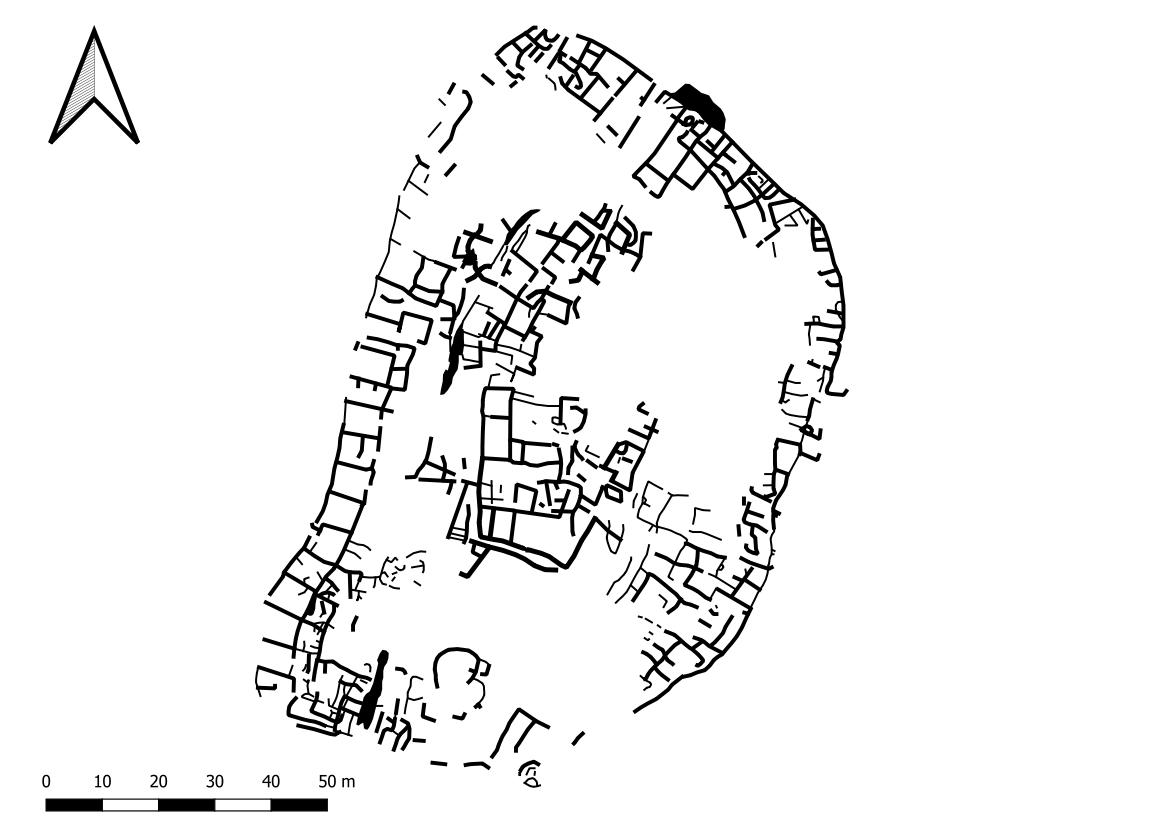
Karta över Malthis lämningar. Baserad på illustrationen från The Matlhi Archaeological Project.

Arkeologiska fältarbeten av Malthis akropol påbörjades år 1926 av den svenska arkeologen Natan Valmin som under perioderna 1926-1927, 1929, 1933-1934 och 1936 grävde på platsen. Arbetet resulterade i friläggningen av en grunden till ett flertal bebyggelser samt påträffandet av gravar (bl.a. tholosgravar) och keramik. Valmin hävdade att bosättningen var aktiv under tidig bronsålder efter identifieringen av keramiktypen Coarse Adriatic Ware. Nyare dateringar av Malthi antyder dock att bosättningen med större sannolikhet var aktiv under mellersta bronsålder. Stadens befästningsmur har numera daterats till den sen-helladiska perioden. 
Nyare fältarbeten på Malthi drivs under ledning av Svenska Institutet i Athen. År 2015 återupptogs undersökningen av bosättningens arkitektur med hjälp av moderna metoder som geofysiska inventarier och 3-D-rekonstruktioner av platsen med hjälp av terrestrial laser scanning.